# Tatanka (dj)
(DJ) Tatanka, pseudoniem van Valerio Mascellino, is een Italiaanse hardstyle-dj/producer. Mascellino heeft een eigen platenlabel genaamd Zanzatraxx waar hij regelmatig onder produceert. Tatanka refereert aan de Amerikaanse bizon in de taal van de Lakota. Mascellino was eerder bekend onder zijn alias Bison, vandaar de nieuwe naam Tatanka.

## Namen
Mascellino heeft veel pseudoniemen en onder de meeste daarvan heeft hij ook een aantal hits gemaakt, maar meestal staat hij toch bekend als Tatanka. Hij begon in 1993 met het draaien van dj-setjes op privéfeestjes. In 1998 begon hij met het produceren van hardstyle onder Mammut Records. Enkele jaren later, in 2001, werd Mascellino bekend onder zijn alias Bison samen met The Quakers door hun I Got Tonight, dat door onder andere Dana veel gedraaid werd. Ook had hij een hit met DJ Alex onder de noemer Tatanka meets DJ Alex - Who's that DJ. In 2006 maakte hij als T4t4nk4 GTP, dat door Technoboy geremixt werd. Dit nummer ging ook heel Europa door en zo verkreeg hij naamsbekendheid als Tatanka. Onder Zanza Labs maakte Mascellino ook in datzelfde jaar een hit, Control The Mind / Industrial Bug. Met Tatarola had hij eerder al, in 2004, zijn grootste succes met Insane gemaakt. Mascellino werkt regelmatig samen met andere grootheden uit de hardstylescene, zoals Technoboy, Zany, Activator, Zatox en Isaac. Wanneer hij samenwerkt, werkt hij meestal onder de naam Tatanka of Tat (als in: Tat & Zat).

### Aliassen
Hieronder volgt een compleet overzicht van de pseudoniemen van Mascellino in soloprojecten. Vaak zijn de namen van zijn groepsprojecten een combinatie van solopseudoniemen van de meewerkende artiesten, reden waarom alleen de speciale namen vermeld zijn.
- Solo: Bimbotronik, Bison, DJ Sgroogle, K.A.M., Liquid Fighters, T.A.T., T.A.T.A.N.K.A. Project, T4T4NK4, Tatarola, Valerio Mascellino, Zanza Labs.
- Groepen: Tatact (een samenwerking met Activator: Tat & Act), Wild Motherfuckers, Melix, Shock! Project, Tee & Pee, The Stone, T.A.T. & Z.A.T. (Tatanka & Zatox)

## Optredens
Tatanka heeft op diverse feesten en festivals gestaan, zoals Defqon.1, Q-Base, Decibel Outdoor, In Qontrol, X-Qlusive - Zany, Qlimax, X-Qlusive - Holland vs Italy - Hard Bass - Fusion of dance.
Voor een volledige lijst met optredens is onderstaande link te bekijken:
https://partyflock.nl/artist/2743/archive#archive